# Cantonul Limoges-Couzeix
Cantonul Limoges-Couzeix este un canton din arondismentul Limoges, departamentul Haute-Vienne, regiunea Limousin, Franța.

## Comune
| Comune  | Populație (1999) | Cod poștal | Cod INSEE |
| ------- | ---------------- | ---------- | --------- |
| Couzeix | 8.259            | 87270      | 87050     |
| Limoges | 2.389            | 87100      | 87085     |